# 卡拉漢鎮區 (北卡羅萊納州戴維縣)
卡拉漢鎮區（英語：Calahaln Township）是位於美國北卡羅萊納州戴維縣的一個鎮區。

## 地方資料
卡拉漢鎮區的面積為101.00平方千米，皆為陸地。根據2020年美國人口普查的數據，當地共有人口2562人，而人口密度為每平方千米25.37人。